# اندازه گیری ماهواره‌ای دما
اندازه‌گیری ماهواره‌ای دما استنباط دمای اتمسفر در ارتفاعات مختلف و همچنین دمای سطح دریا و خشکی است که از اندازه‌گیری‌های رادیومتری توسط ماهواره‌ها به دست می‌آید. از این اندازه‌گیری‌ها می‌توان برای تعیین موقعیت جبهه‌های آب و هوا، نظارت بر نوسان‌های ال نینو-جنوبی، تعیین قدرت چرخندهای استوایی، مطالعه جزیره‌های گرمایی شهری و نظارت بر آب و هوای جهانی استفاده کرد. آتش‌سوزی‌های جنگلی، آتشفشان‌ها و نقاط داغ صنعتی را می‌توان از طریق تصویربرداری حرارتی از ماهواره‌های هواشناسی نیز دریافت.
مجموعه داده‌های ماهواره‌ای نشان می‌دهد که طی چهار دهه گذشته تروپوسفر گرم شده و استراتوسفر سرد شده است. هر دوی این روند با تأثیر افزایش غلظت اتمسفر گازهای گلخانه‌ای همخوانی دارد.
ماهواره‌هایی که برای بازیابی دمای سطح از طریق اندازه‌گیری فروسرخ حرارتی استفاده می‌شوند، به‌طور کلی نیاز به شرایط بدون ابر دارند. برخی از ابزارها عبارتند از: رادیومتر با وضوح بسیار بالا پیشرفته (AVHRR)، رادیومترهای اسکن در مسیر (AASTR)، مجموعه رادیومتر تصویربرداری فروسرخ دیداری (VIIRS)، صدای فروسرخ اتمسفر (AIRS)، و طیف‌سنج تبدیل فوریه ACE (ACE-FTS).) در ماهواره کانادایی SCISAT-1.
صدایاب فروسرخ اتمسفری در ماهواره Aqua که در سال ۲۰۰۲ پرتاب شد، از تشخیص فروسرخ برای اندازه‌گیری دمای نزدیک به سطح استفاده می‌کند.